# Nogal de las Huertas
Nogal de las Huertas – gmina w Hiszpanii, w prowincji Palencia, w Kastylii i León, o powierzchni 13,8 km². W 2011 roku gmina liczyła 46 mieszkańców.